# Rójnovo
Rójnovo (en rus: Рожново) és un poble de l'óblast de Vladímir, a Rússia, segons el cens del 2010 tenia 50 habitants. Pertany al districte municipal de Múrom.